# John Czich
John Czich (* 1952) ist ein kanadischer Badmintonspieler. 

## Karriere
John Czich gewann 1977 die Panamerikameisterschaft im Herrendoppel mit Jamie McKee. Erst zwei Jahre später siegte er erstmals bei den nationalen Meisterschaften. 1978 erkämpfte er sich Silber mit dem kanadischen Team bei den Commonwealth Games. Bei der Weltmeisterschaft 1980 wurde er 17. im Herrendoppel gemeinsam mit Pat Tryon. Als Senior gewann er zwei Titel bei den Canadian Masters.

## Sportliche Erfolge
| Saison | Veranstaltung                 | Disziplin    | Platz | Name                         |
| ------ | ----------------------------- | ------------ | ----- | ---------------------------- |
| 1977   | Panamerikameisterschaft       | Herrendoppel | 1     | Jamie McKee / John Czich     |
| 1979   | Kanada: Einzelmeisterschaften | Herreneinzel | 1     | John Czich                   |
| 1980   | Weltmeisterschaft             | Herrendoppel | 17    | Pat Tryon / John Czich       |
| 1981   | Kanada: Einzelmeisterschaften | Herrendoppel | 1     | John Czich / Keith Priestman |
| 1991   | Kanada: Masters 35 plus       | Herreneinzel | 1     | John Czich                   |
| 1991   | Kanada: Masters 35 plus       | Herrendoppel | 1     | Greg Carter / John Czich     |